# Stasia Cramer
Stasia Cramer (* 13. April 1954 in Den Haag) ist eine niederländische Schriftstellerin, die Kinder- und Jugendbücher schreibt.

## Leben
Stasia Cramer interessierte sich von Kindheit an für Pferde, die später eine bedeutende Rolle in ihrem schriftstellerischen Schaffen spielten, und hielt sich oft auf Reiterhöfen auf. Sie besuchte die Hogereburgerschool in Emmen und erlangte 1974 den HBS-A-Abschluss. Anschließend studierte sie Soziologie an einer Sociale Academie. Danach arbeitete sie dreizehn Jahre lang als Lehrerin für Sozialkunde an einer berufsvorbereitenden Wirtschafts- und Verwaltungsschule (LEAO) in Amsterdam-Noord. Schließlich gab sie den Lehrerberuf auf und gründete einen Verlag für Unterrichtsmaterialien (Tadidom Publishers), den sie nach einigen Veröffentlichungen wieder auflöste.
Während ihrer Lehrtätigkeit begann Cramer mit dem Schreiben von Kurzgeschichten, unter anderem für die Zeitschrift Vrij Nederland. Hierüber kam sie in Kontakt mit Karel Eykman, der Redakteur der dortigen Kinderseite war und Cramer beim Schreiben ihrer Geschichten unterstützte. Ab 1985 erschienen Bücher von ihr bei den Verlagen Zwijsen (Tilburg), Leopold (Den Haag) und Elzenga (Amsterdam). Insgesamt schrieb Cramer 45 Kinderbücher, darunter 28 Pferdebücher. Sechs davon wurden ins Deutsche übersetzt und erschienen bei Ravensburger.
Cramer ist seit 1991 mit dem ehemaligen Journalisten Martin Vlaanderen verheiratet. 1998 zog das Ehepaar nach Elim in der Provinz Drenthe, wo sie einen Bauernhof bewirtschaften. Cramer veranstaltete dort zunächst Ponycamps für ihre jungen Leserinnen. Später eröffnete sie unter dem Namen „Hippago“ einen Gästehof mit Reitschule und spezialisierte sich auf Angebote für Kinder mit Behinderungen.

## Werke (Auswahl)
- Die Freunde vom Ponyhof. Mit Illustrationen von Liesbeth Keder. Aus dem Niederländischen von Hanni Ehlers. Ravensburger Buchverlag, Ravensburg 1999, ISBN 3-473-34581-4.
- Neue Freunde vom Ponyhof. Aus dem Niederländischen von Verena Kiefer. Ravensburger Buchverlag, Ravensburg 1999, ISBN 3-473-34585-7.
- Tim und die Mädchen. Aus dem Niederländischen von Verena Kiefer. Ravensburger Buchverlag, Ravensburg 1999, ISBN 3-473-52135-3.
- Pferdeträume. Aus dem Niederländischen von Verena Kiefer. Ravensburger Buchverlag, Ravensburg 2000, ISBN 3-473-34578-4.
- Verliebt hoch zwei. Aus dem Niederländischen von Verena Kiefer. Mit Fotos von Bernhard Hagemann. Ravensburger Buchverlag, Ravensburg 2002, ISBN 3-473-52203-1.
- Traumsommer auf dem Pferdehof. Aus dem Niederländischen von Verena Kiefer. Mit Illustrationen von Liesbeth Keder. Ravensburger Buchverlag, Ravensburg 2007, ISBN 3-473-54291-1.